# In cerca di felicità
In cerca di felicità è un film del 1943 diretto da Giacomo Gentilomo.

## Trama
Due giovani innamorati, Massimo e Gabriella, scappano di casa per poter vivere insieme, ma finiti i pochi denari che avevano cercano un lavoro per sopravvivere. Lui, che ha una buona voce, trova lavoro in un teatro di varietà, dove una ballerina si innamora di lui. La giovane, scoperto il tradimento, lascia l'albergo e pensa al suicidio, salvata da un maturo cantante lirico, che trova in lei una somiglianza con la figlia morta da poco e si offre di aiutarla. Massimo, abbandonato dalla ballerina, cerca di tornare alla fidanzata, trovando nel maturo cantante un oppositore alla riappacificazione, che però alla fine arriverà.

## Produzione
Il film segnò l'esordio cinematografico per Carlo Dapporto.

## Critica
(La Tribuna, 3 marzo 1944)